# Blå åbner
Blå åbner er en eksperimentalfilm fra 1983 instrueret af Maj-Britt Willumsen og Steen Møller Rasmussen efter manuskript af Maj-Britt Willumsen.

## Handling
BLÅ ÅBNER er skærmens skær, fjernsynets nærsyn, blå blindelse. Blå er ikke farve: Blåt er skæret af det sort/hvide, skriften på skærmen, katodestrålens poesi. Blå åbner vejen fra billede til skrift, blå stiger fra de hvide tåger, hvide flader til hvide rum.